# 大坪 (新竹縣北埔鄉)
大坪，是臺灣新竹縣北埔鄉的一個傳統地域名稱，位於該鄉南部。相較於今日行政區，其範圍大致為外坪村不含東南部邊界地帶。
本地區全境屬於大坪溪中、上游流域範圍。

## 歷史
台灣清治末期至日治初期，大坪地區為一街庄，稱為「大坪庄」，隸屬於竹北一堡。該庄北與小份林庄、大湖庄為鄰，東與燥樹排庄、上坪庄為鄰，南邊為蕃地，西南邊為南庄，西邊為藤坪庄、南坑庄、南埔庄。
1901年（日治明治三十四年）11月，全台廢縣廳改設二十廳，該庄隸屬於新竹廳。1909年（明治四十二年）10月，合併二十廳為十二廳，該庄隸屬不變。1920年（大正九年），廢十二廳改設五州二廳，該庄改制為「大坪」大字，隸屬於新竹州竹東郡北埔庄，大字下有「內大坪」、「外大坪」小字名。
戰後北埔庄改制為北埔鄉，隸屬於新竹縣，大字亦改制為村。1950年桃、竹、苗分治，北埔鄉隸屬不變。

## 交通
鄉道竹37線（大坪路）是上面盆寮至內大坪的道路，其南側端點位於大坪地區中部偏西南的內大坪內豐石橋。由此大致沿大坪溪谷地蜿蜒下行，出邊界後可前往大分林、北埔市區、上面盆寮並止於鄉道竹45線路口。
鄉道竹37-4線（五指山路）是六股至五指山的道路，其西側端點位於本地區中部鄉道竹37線本線路口，由此向東可前往知名景點五指山。

## 景點
- 五指山